# Gaggenau-Prozess
Als Gaggenau-Prozess wird der Kriegsverbrecherprozess in Wuppertal vom 6. bis 10. Mai 1946 gegen Karl Buck und zehn weitere Angeklagte (Case 29 Trial of Karl Buck and Ten Others) vor einem britischen Militärgericht bezeichnet. Dem angeklagten Personal des Sicherungslagers Rotenfels wurde die Ermordung von vierzehn Gefangenen im Erlichwald bei Gaggenau vorgeworfen.

## Morde im Erlichwald

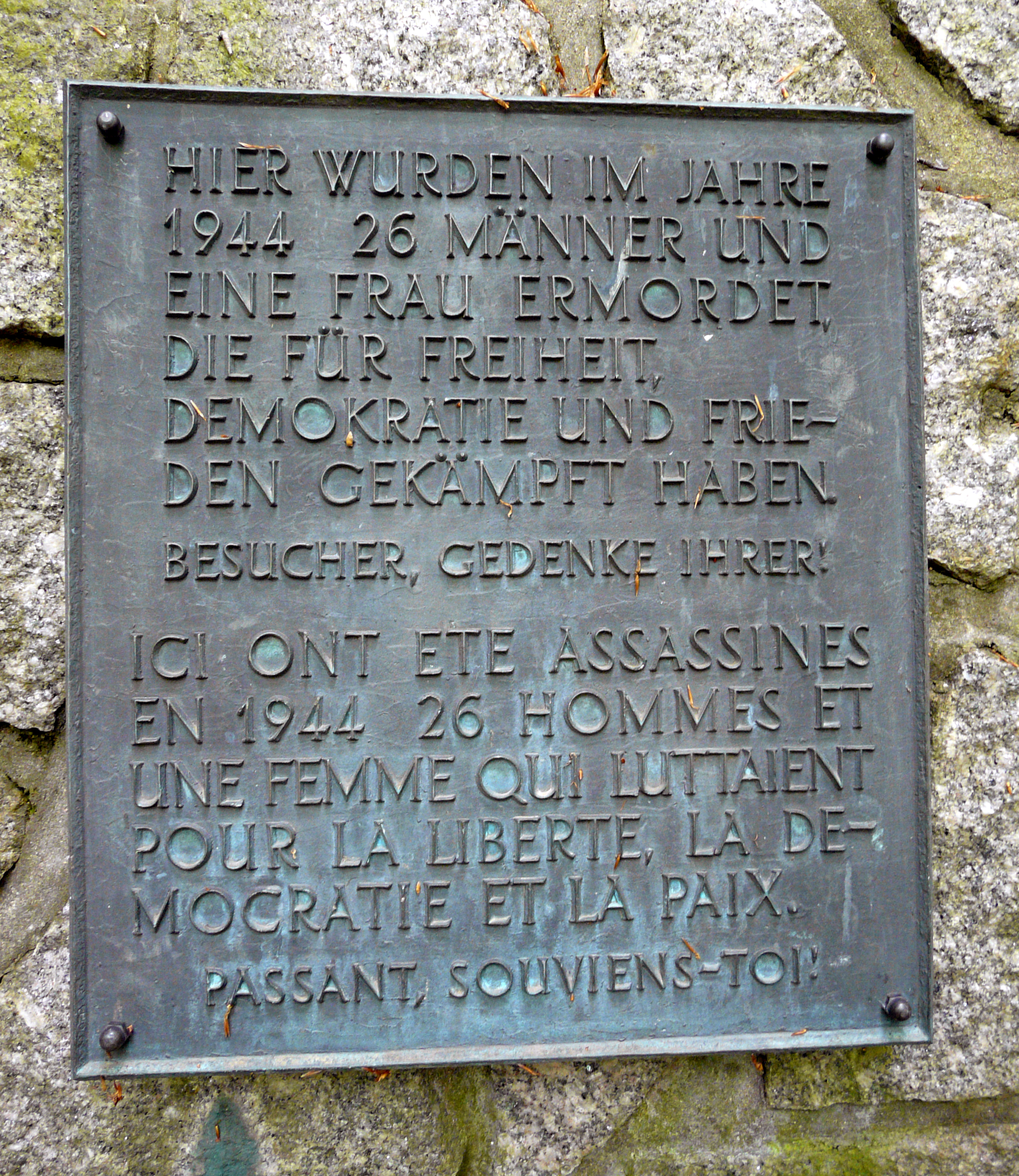
Gedenktafel am Erlich-Mahnmal

Am 25. November 1944 wurden sechs kriegsgefangene britische Kommandosoldaten des Special Air Service (SAS), vier amerikanische Soldaten und vier Franzosen aus dem Sicherungslager Rotenfels zum Erlichwald gefahren und dort exekutiert. Den Befehl dazu gab der Befehlshaber der Sicherheitspolizei und des SD Süd-West Erich Isselhorst. Die Leichen wurden ohne Wertgegenstände, Uniformen und Identitätsmarken in einem Bombenkrater verscharrt.
Am 30. November 1944 wurden dort weitere Gefangene erschossen, was nicht Gegenstand des Prozesses war. Eine Gedenkstätte erinnert summarisch an die Toten beider Taten.

## Prozess
Der Kriegsverbrecherprozess zum Massaker vom 25. November 1944 fand in der britischen Besatzungszone vor einem britischen Militärgericht nach den Regeln des Royal Warrant vom 6. bis 10. Mai 1946 in Wuppertal statt.
Die Angeklagten gaben an, den Exekutionsbefehl (Handeln auf Befehl) für rechtmäßig angesehen zu haben und beriefen sich auf den Kommandobefehl. Die Verteidigung hatte argumentiert, dass die Kriegsgefangenen mit dem französischen Untergrund (Maquis) zusammengearbeitet hätten. Der Judge Advocate argumentierte, dass dies für keinen der Kriegsgefangenen erwiesen gewesen sei. Kommandosoldaten stünden wie alle Kriegsgefangenen unter dem Schutz der Genfer Konvention von 1929 (Abkommen über die Behandlung der Kriegsgefangenen). Die Angeklagten konnten sich angesichts der Tatumstände auch über die Unrechtmäßigkeit der Exekution nicht im Irrtum befinden.
| Name                  | Dienstgrad          | Urteil        | Anmerkungen                                                                 |
| --------------------- | ------------------- | ------------- | --------------------------------------------------------------------------- |
| Karl Buck             | SS-Hauptsturmführer | Todesstrafe   | Lagerleiter                                                                 |
| Robert Wunsch         | SS-Untersturmführer | 4 Jahre Haft  | Lageradministration; leitete nur den Befehl weiter                          |
| Karl Nussberger       | Oberleutnant        | Todesstrafe   | Leiter der Lagerpolizei; mahnte das abfahrende Kommando zur Eile            |
| Erwin Ostertag        | Wachtmeister        | Todesstrafe   | instruierte das Kommando vor Ort                                            |
| Josef Muth            | Oberwachtmeister    | Freispruch    | bewachte russische Gefangene, die beim Begraben helfen mussten              |
| Bernhard-Josef Ulrich | Zugwachtmeister     | Todesstrafe   | geständiger Schütze                                                         |
| Heinrich Neuschwanger | Oberwachtmeister    | Todesstrafe   | geständiger Schütze                                                         |
| Klaus Dinkel          | Wachtmeister        | 8 Jahre Haft  | bewachte die Gefangenen auf dem Lastwagen; brachte Gefangenen zur Exekution |
| Helmut Korb           | Wachtmeister        | 3 Jahre Haft  | bewachte die Gefangenen auf dem Lastwagen                                   |
| Xavier Vetter         | Wachtmeister        | 2 Jahre Haft  | bewachte die Gefangenen auf dem Lastwagen                                   |
| Erich Zimmermann      | SS-Sturmscharführer | 10 Jahre Haft | Gefangenenappell vor der Abfahrt; kannte das Exekutionsvorhaben             |